# Wojciech Szala
Wojciech Szala, né le 27 janvier 1976 à Piotrków Trybunalski, est un footballeur polonais. Il joue au poste de défenseur.

## Biographie
Il a fait ses débuts en Pologne le 27 septembre 1995 face au Raków Częstochowa (victoire 1-0). 

## Palmarès
- Supercoupe de Pologne : 1995
- Championnat de Pologne : 2002, 2006
- Coupe de la Ligue : 2002
- Vice-champion de Pologne : 2009